# Werner von Grawert

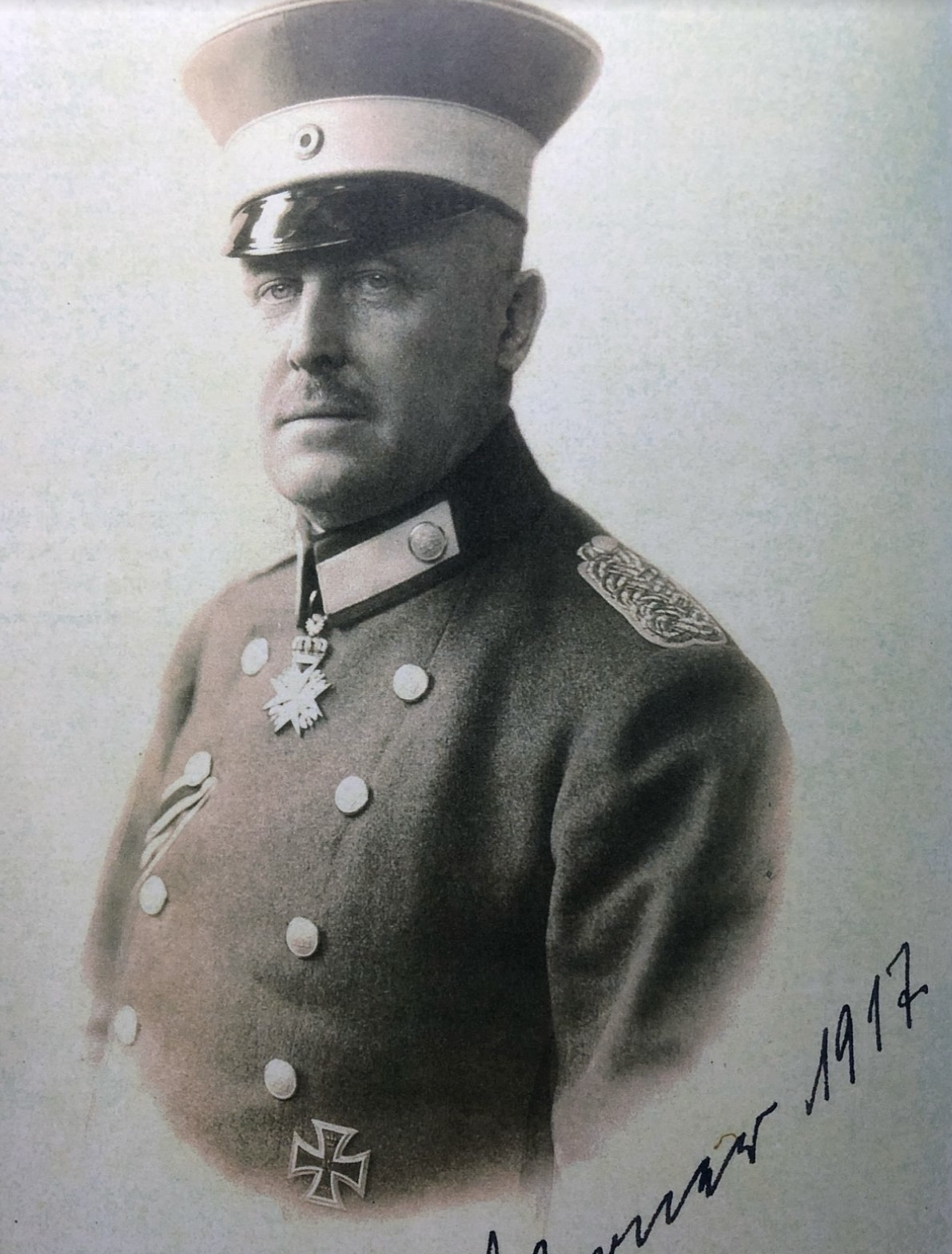
Werner von Grawert 1917

Carl Hans Dietrich Werner von Grawert (* 1867 in Spandau; † 17. Oktober 1918 bei Le Cateau-Cambrésis) war ein deutscher Kolonialoffizier. Er spielte eine wesentliche Rolle bei der Beherrschung Ruandas.

## Leben

### Herkunft und Familie
Werner war ein Sohn aus der zweiten Ehe des preußischen Generalleutnants Dietrich von Grawert mit Henriette Gräfin von Blumenthal (1839–1889). Seine Geschwister waren Gideon (1869–1941), Nataly (1870–1939), Marie (1873–1938) und Margarete (1879–1945). Seine Halbbrüder waren der preußische Generalmajor Kurt von Grawert (1849–1921) und der preußische Oberstleutnant Hans von Grawert (1851–1901). Er heiratete am 30. September 1909 in Hannover Elfriede von Bothmer.

### Karriere
Von Grawert besuchte die Ritterakademie in Brandenburg an der Havel und trat vor 1898 in die kaiserliche Schutztruppe für Deutsch-Ostafrika ein. Im Oktober 1898 wurden er und ein Leutnant Cramer von Hauptmann Heinrich Bethe mit der Besetzung des östlichen Ufers des Ruzizi-Flusses und des Kivu-Sees beauftragt.
Er wurde 1898 Chef des Militärbezirks in Usumbura. Er wurde in dieser Position von dem deutschen Gouverneur Gustav Adolf von Götzen damit beauftragt, die Autorität des burundischen Königs Mwezi IV. Gisabo zu erhalten. Dennoch ließ er sich mit den zwei Königsgegnern Kilima und dem Schwiegersohn des Königs, Maconco, ein und sah die Herrschaftsansprüche beider Parteien gleich an. Während eines Heimaturlaubs unternahm Hauptmann Friedrich Robert von Beringe mithilfe der zwei Königsgegner einen Aufstand gegen König Gisabo, den die Deutschen 1903 anerkannten. Diese Anerkennung wurde im Jahr 1905 wieder zurückgenommen und die Aufstände wurden im Jahr 1906 beendet.
Während eines Heimaturlaubs im Jahre 1903 kam es in Berlin-Grunewald zu einem Streit zwischen ihm und dem Flensburger Rechtsanwalt Dr. Ludwig Aye wegen angeblicher Verletzung der „Mannesehre“. Nach einem tödlichen Duell wurde von Grawert kurzerhand zu zwei Jahren Haft verurteilt. Nach weniger als zwei Jahren Festungshaft in Magdeburg wurde er begnadigt und nach Ostafrika zurückversetzt. Nach seiner Rückkehr von Deutschland im Jahre 1904 wurde er im Range eines Hauptmanns (Patent vom 24. Juli 1902) erneut Chef des Militärbezirks in Usumbura. 1906 wurde er Resident und Kommandant in Urundi und Ruanda. Er wurde als der „Chef der Könige“ bezeichnet. 1907 führte er eine wissenschaftliche Expedition von Adolf Friedrich Herzog zu Mecklenburg am ruandischen Hofstaat an. Sein Nachfolger als Resident von Ruanda wurde Richard Kandt.
1912 diente er weiterhin in Deutsch-Ostafrika. Während seiner Zeit in Ostafrika bekam er zahlreiche Gegenstände der lokalen Bevölkerung um sie Museen in Deutschland zu spenden. Nach Ausbruch des Ersten Weltkrieges diente er weiterhin in Deutsch-Ostafrika und wirkte 1918 als Major beim Stabe der Schutztruppe für Deutsch-Ostafrika. Er kehrte bis 1918 als Oberstleutnant nach Deutschland zurück und wurde nach Kampfhandlungen an der Westfront am 17. Oktober 1918 bei Le Cateau-Cambrésis tödlich verwundet. Bis zu seinem Tode war er noch Träger des Ritterkreuzes vom Hohenzollernschen Hausorden mit Schwertern.